# Michal Michalík
Prap. Michal Michalík (*12. července 1980, Plzeň) je český moderní pětibojař, bronzový medailista z mistrovství světa 2003 a šestý na olympijských hrách v Aténách.
Modernímu pětiboji se po vzoru své sestry začal věnovat ve 13 letech v rodné Plzni. V roce 2001 dosáhl prvního velkého úspěchu, když vyhrál mistrovství světa juniorů, hned o rok později se stal důležitým členem družstva seniorů, které přivezlo stříbrnou medaili ze závodu týmů na mistrovství světa, první po 13 letech. V roce 2003 se stal teprve pátým českým individuálním medailistou na mistrovství světa, když v italském Pesaru obsadil třetí místo a kvalifikoval se na olympijské hry do Athén.
V olympijské soutěži se po vydařeném parkuru probojoval až na druhé místo, ze kterého startoval do závěrečného přespolního běhu, v něm se ale propadl na šesté místo, předběhl ho i v cíli bronzový Libor Capalini. Po olympijských hrách se ještě zúčastnil mistrovství Evropy v Albeně a mezi jednotlivci navzdory potížím s nedostatkem motivace získal za Litevcem Krungolcasem stříbrnou medaili mezi jednotlivci (jako třetí Čech po Milanu Kadlecovi a Capalinim) a druhý byl i v družstvu.
V následujících letech získával další medaile v soutěžích družstev, ale mezi jednotlivci se prozatím nedočkal. Na mistrovství světa v Berlíně sice v roce 2007 vedl po čtyřech disciplínách, ale znovu svůj náskok ztratil a skončil sice nejlepší z Čechů, ale sedmý.
Michal Michalík vyniká v šermu, jeho nejslabší disciplínou je běh.

## Úspěchy
| Rok  | Soutěž     | Výsledek      |
| ---- | ---------- | ------------- |
| 2001 | MS juniorů | 1.            |
| 2002 | MS         | 2. (družstva) |
| 2003 | MS         | 3.            |
| 2003 | MS         | 3. (družstva) |
| 2003 | ME         | 3. (družstva) |
| 2004 | LOH        | 6.            |
| 2004 | MS         | 2. (družstva) |
| 2004 | ME         | 2.            |
| 2004 | ME         | 2. (družstva) |
| 2005 | MS         | 2. (družstva) |
| 2006 | MS         | 3. (družstva) |
| 2007 | MS         | 7.            |
| 2007 | MS         | 3. (štafety)  |
| 2007 | MS         | 2. (družstva) |
| 2009 | MS         | 2. (družstva) |

## Osobní život
Michalík vystudoval Elektrotechnickou fakultu Západočeské univerzity v Plzni.